# (73491) Robmatson
(73491) Robmatson (2002 PO164) – planetoida z pasa głównego asteroid okrążająca Słońce w ciągu 4,34 lat w średniej odległości 2,66 j.a. Odkryta 8 sierpnia 2002 roku.